# Olexa Tychyj
Oleksa (Alexej) Ivanovič Tychyj (* 27. ledna 1927, Iževka, Kramatorský okres, Doněcká oblast, Ukrajinská SSR - 5. května 1984, vězeňská nemocnice v Permu) - ukrajinský disident, lidskoprávní aktivista, pedagog, jazykovědec vystupující na obranu ukrajinštiny proti rusifikaci, zakládající člen Ukrajinské Helsinské skupiny. Zemřel v Rusku během věznění ve věku 57 let.

## Životopis
Začal studovat na Záporožském zemědělském institutu a Dněpropetrovském institutu pro dopravní inženýry. Poté vystudoval Filozofickou fakultu Moskevské univerzity.
V roce 1948 byl nejprve odsouzen vojenským tribunálem Stalinské (nyní Doněcké oblasti) k pěti letům vězení za kritiku nominace jediného kandidáta na poslance, ale vojenský tribunál ministerstva vnitra Ukrajinského okruhu změnil trest na podmíněný.
Od roku 1950 působil jako učitel biologie ve škole v obci Novokonstantynivska v Záporožské oblasti. Od roku 1953 žil ve vesnici Rubci (nyní Lymanský okres, Doněcká oblast), kde učil ve škole. Od roku 1954 působil jako učitel dějepisu ve své rodné obci.
V únoru 1956 byl zatčen za dopis zaslaný Ústřednímu výboru KSSS, v němž protestoval proti rozmístění vojsk Varšavské smlouvy v Maďarsku. Dne 18. dubna 1957 byl na neveřejném zasedání Stalinského oblastního soudu (v Doněcku) na základě článku 54-10 části 1 Trestního zákoníku Ukrajinské SSR odsouzen k sedmi letům táborů a pěti letům odnětí občanských práv za protisovětskou agitaci a propagandu. Trest si odpykával ve Vladimirské ústřední věznici a koncentračním táboře pro politické vězně Dubravny v Mordvinsku.
Po propuštění 15. února 1964 Tychyj nemohl najít práci v oboru, který vystudoval, a tak pracoval jako dělník v cihelně, opravář nebo hasič. Současně se intenzivně věnoval sestavování slovníku ukrajinského jazyka a vypracoval "metodu učení bez školy" (formou domácích úkolů). Ve své publicistické tvorbě se zasazoval o obnovu ukrajinského jazyka a národní kultury v Doněcké oblasti.
V lednu 1972 zaslal Tychyj redakci novin "Sovět Doněck" článek "Úvahy o ukrajinském jazyce a kultuře v Doněcké oblasti" a počátkem roku 1973 zaslal dopis Prezidiu Nejvyšší rady Ukrajinské SSR s názvem "Úvahy o rodné Doněcké oblasti" (v dubnu byl dopis zaslán na adresu předsedy Prezidia Nejvyšší rady Ukrajinské SSR I. Hrušetskému). V roce 1974 napsal esej "Venkovské problémy" a úvahy "Vy a my", v nichž se postavil proti procesu rusifikace Ukrajiny a obhajoval ukrajinský jazyk. V listopadu 1976 se Tychyj, spolu s M. Rudenkem, O. Meško, P. Hryhorenkem, L. Lukjanenkem, O. Berdynkem a dalšími, stal zakládajícím členem jednoho z prvních lidskoprávních sdružení - Ukrajinské Helsinské skupiny a podepsal první dokumenty UHG - Deklaraci ukrajinské veřejné skupiny pro provádění Helsinských dohod a Memorandum č. 1.
Tychyjova literární a lidskoprávní činnost vedla k jeho druhému zatčení na začátku února 1977. Jeho případ byl spojen s obviněním bývalého tajemníka stranického výboru Svazu ukrajinských spisovatelů M. Rudenka. V červnu a červenci 1977 byl Oleksa Tychyj během procesu ("Rudenko-Tychyj trial") v Družkivce obviněn z "protisovětské agitace a propagandy" a "nezákonného držení zbraní" (při domovní prohlídce byla nalezena pistole, kterou tam mohl za války ukrýt jeho bratr Mykola, který zahynul v bojích). 21. července 1977 byl vyhlášen rozsudek: podle článku 62, část 2 trestního zákoníku Ukrajinské SSR byl Tychyj odsouzen k 10 letům vězení s 5 lety vyhnanství a podle článku 222, část I - ke 3 letům; nakonec k 10 letům v nápravně pracovní kolonii zvláštního režimu s 5 lety vyhnanství. Soud ho uznal za "mimořádně nebezpečného recidivistu". Místem výkonu trestu byl určen tábor zvláštního režimu ZhX-385/1, obec Sosnovka v Mordvinsku. Během hladovky v roce 1979 měl vnitřní krvácení z žaludečního vředu a byl operován až po 18 hodinách, kdy téměř vykrvácel. Po operaci se mu vytvořily srůsty, stehy povolily a dostal zánět pobřišnice. Musel být znovu operován a později byl převezen do nemocnice v Nižním Tagilu.
Na jeho obranu se postavili významní lidskoprávní aktivisté Petro Hryhorenko, Andrej Sacharov, Levko Lukjanenko, Alexandr Podrabinek a další.
V březnu 1980 byl Tychyj převezen do tábora zvláštního režimu pro politické vězně ve vesnici Kučino (Čusovský okres Permská oblast. Několikrát držel hladovku (nejdelší 52 dní). Od roku 1981 byl vážně nemocný a nakonec vážil pouhých 41 kg (při výšce 178 cm). Zemřel 6. května 1984 ve vězeňské nemocnici v Permu.
Usnesením Pléna Nejvyššího soudu Ukrajinské SSR ze dne 7. prosince 1990 byly rozsudky nad Tychyjem zrušeny a případ byl uzavřen "pro nedostatek skutkové podstaty".
Dne 19. listopadu 1989 byl jeho popel znovu pohřben na Bajkovském hřbitově v Kyjevě spolu s popelem Vasyla Stuse a Jurije Lytvyna (parcela č. 33).

## Tvorba
- Jazyk je národ: Výroky o jazyce a jeho významu v životě lidu (samizdat), Smoloskyp, 2007
- Úvahy o ukrajinském jazyce a kultuře v Doněcké oblasti (РОЗДУМИ ПРО УКРАЇНСЬКУ МОВУ ТА КУЛЬТУРУ В ДОНЕЦЬКІЙ ОБЛАСТІ а також СУД НАД АВТОРОМ) eseje on line
- Myšlenky o rodné Doněcké oblasti (Думки про рідний донецький край), eseje on line
- Reflexe, vyšlo v USA a Kanadě, Smalskyp, 1982[3]
- Jazyk lidu, osud člověka : (pedagogické úvahy), sestavila Liudmyla Ohnieva, Celoukrajinské kulturní a vzdělávací centrum, Asociace humanitní pedagogiky, 154 s., Dnipro, 2018
- Slovník jazykových obratů / Oleksa Tychyj, sestavil a redigoval V. Ovsienko, 107 s., Nakladatelství O. Tykhy, Doněck 2009
- Oleksa Tychyj (text), články, dopisy, materiály soudních případů, dokumenty o činnosti ve 2 svazcích: Svazek 1: Oleksa Tychy : myšlenky o rodném Doněcku, sestavil V. V. Ovsienko et al., 415 s., Svazek 2: Oleksa Tychyj ve vzpomínkách, úvahách, literatuře, I. Aleksandrov a kol., 367 s., Doněck 2012
- Tychyj sestavil "Slovník idiomů - slov, která neodpovídají normám ukrajinské spisovné normy" (rukopis, 64 stran).[3]

### Ocenění
Dekretem prezidenta Ukrajiny č. 937/2006 ze dne 8.11.2006 byl Oleksovi Tychyjmu posmrtně udělen Řád za odvahu 1. třídy..

### Instituce a místa spojená s Oleksem Tychym
- 1997 v Družkivce založen pamětní fond Oleksy Tychyje.
- 2007 v Družkivce odhalena pamětní deska věnovaná Oleksovi Tychyjemu a na dvoře školy č. 14 v obci Oleksijevo, kde Tychyj ve 40. letech studoval a později vyučoval, byl odhalen pomník.
- 2007 velká vzpomínková akce v Doněcké oblastní filharmonii v Doněcku u příležitosti 80. výročí narození, 23. výročí úmrtí a prezentace knihy "Oleksa Tychy: Jazyk - Lidé. Prohlášení o jazyce a jeho významu v životě lidí". Kromě toho bylo posluchačům představeno budoucí dvousvazkové vydání Tychyjových děl a vzpomínek na Oleksu "Utrpení ukrajinského aktivisty za lidská práva. Metodická příručka pro učitele" a "Slovník nepravidelností ukrajinských dialektů Donbasu". Akci iniciovala a uspořádala doněcká oblastní organizace Všeruské společnosti Tarase Ševčenka "Prosvita" za účasti Krupské oblastní knihovny, Doněcké národní univerzity Vasyla Stuse a Donbaské státní pedagogické univerzity a Slovanské státní pedagogické univerzity.
- 2007 při Vzdělávacím zařízení Tarase Ševčenka "Prosvita" založena Doněcká regionální Společnost Oleksy Tychyj jako tematické sdružení. Předsedou je Yevhen Šapovalov. Pořádá každoroční literární soutěž "Oleksova čtení"[1], kterých se účastní středoškoláci, studenti a mladí učitelé. Vítězové čtení získají zájezd do Kyjeva.
- 2008 podle výsledků obecní soutěže "10 slavných obyvatel Družkivky", pořádané místními novinami "Naša Družkivka" a "Družkivka na dlani", uznán Oleksa Tychyj nejslavnějším obyvatelem obce.
- 2007-2009 péčí Vzdělávacího a kulturního centra Tarase Ševčenka "Prosvita", doněcké pobočky Svazu ukrajinských žen a redakcí novin "Naša Družkivka" a "Provincia" vyšlo pět knih ze série "Kdo je Oleksa Tychyj?" - v roce 2008 kniha Už nemohu mlčet, v roce 2009 vydán Slovník jazykových obratů, pro který Tychyj sbíral materiály téměř celý život.
- 2010 péčí Společnosti Oleksy Tychyje vydány jeho knihy Ševčenko o jazyce a Myšlenky o vzdělávání.
- 2011 cyklistické vyjížďky pod heslem "Po stopách Oleksy Tychyje."
- 2016 Ukrajinský institut národní paměti v rámci oslav 83. výročí holodomoru na Ukrajině zařadil jeho jméno do projektu "Nezlomní", jako státní ocenění 15 vynikajících lidí, kteří prošli strašlivými událostmi let 1932-1933 a dokázali se realizovat[6].
- 2017 na Ukrajině se konaly státní oslavy 90. výročí narození Oleksy (Oleksije) Tychyje (1927-1984), bojovníka za lidská práva, politického vězně sovětského režimu, básníka, jazykovědce, učitele, člena Ukrajinské Helsinské skupiny.[7]

Ulice pojmenované po Oleksovi Tychyjovi existují v několika ukrajinských městech a obcích, včetně Kyjeva. Oleksa Tychy Avenue spojí pět měst Doněcké oblasti: Slovjansk, Kramatorsk, Družkovka, Oleksijevo-Družkovka a Kostiantynivka. Od 16. března 2020 byla přejmenována stanice kyjevské rychlodráhy podle Oleksy Tychyho.